# Harfleur

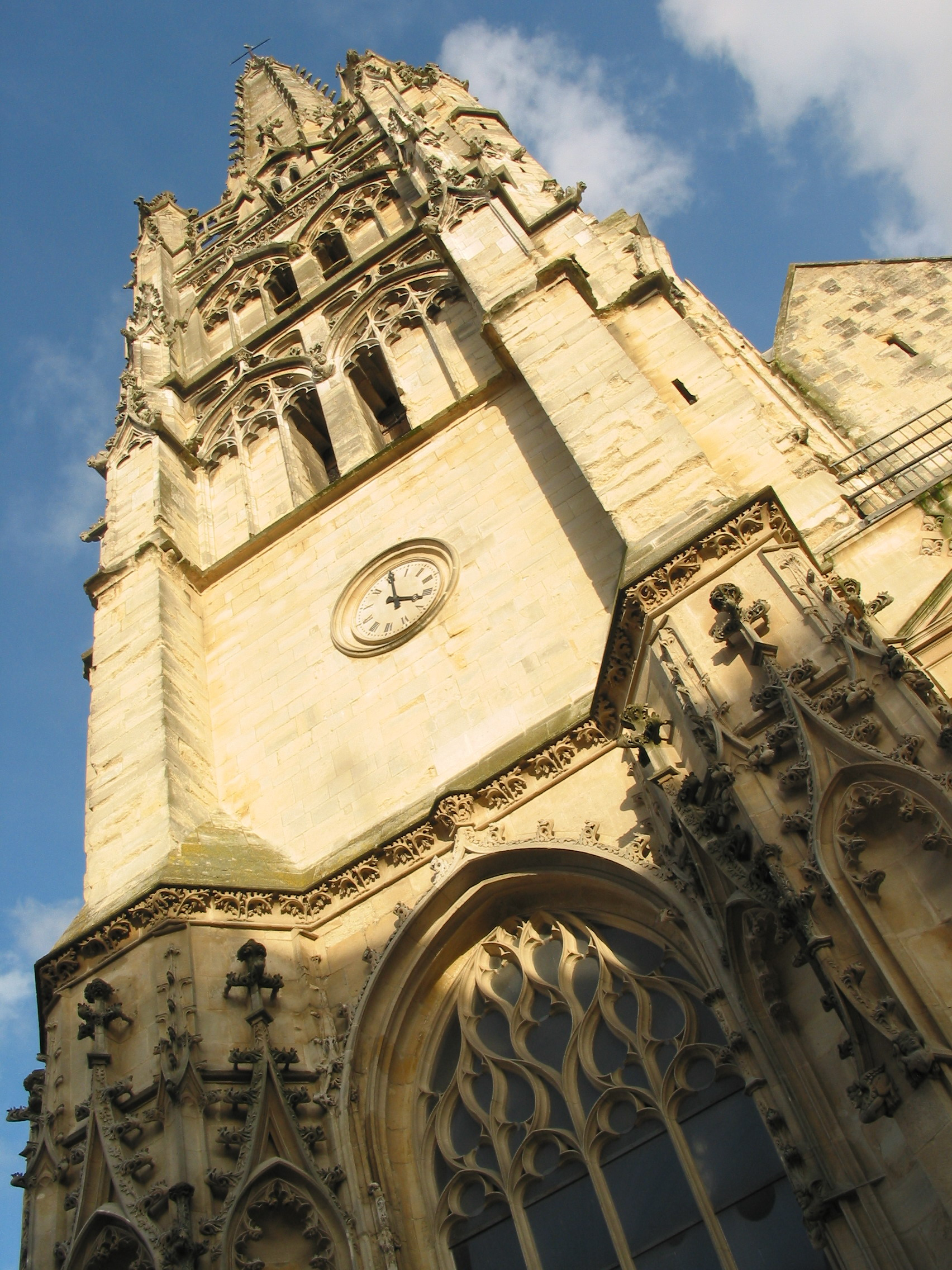
Kościół w Harfleur z XV w.

Harfleur – miejscowość i gmina we Francji, w Normandii, w departamencie Sekwana Nadmorska.
Według danych na rok 1990 gminę zamieszkiwało 9180 osób, a gęstość zaludnienia wynosiła 2181 osób/km² (wśród 1421 gmin Górnej Normandii Harfleur plasowała się na 32. miejscu pod względem liczby ludności, natomiast pod względem powierzchni na miejscu 752.).
W 2008 roku liczba mieszkańców wynosiła już 8 088 osób. Tym samym od 1975 utrzymuje się trend spadkowy liczby ludności.